# Raquel González (marciatrice)
Raquel González Campos (Mataró, 16 novembre 1989) è una marciatrice spagnola, vincitrice della medaglia d'argento nella 35 km agli europei di Monaco di Baviera 2022.

## Biografia
Si è messa in mostra ai Giochi del Mediterraneo di Mersin 2013, dove ha vinto la medaglia di argento nella marcia 20 km, concludendo alle spalle dell'italiana Eleonora Giorgi.
Ha rappresentato la Spagna ai Giochi olimpici estivi di Rio de Janeiro 2016, dove si è piazzata al 20º posto nella marcia 20 km.
Ha fatto la sua seconda apparizione alla Olimpiadi a Rio de Janeiro 2016, in cui ha guadagnato il 14º posto nella marcia 20 km.
Si è laureata vicecampionessa continentale agli europei di Monaco di Baviera 2022 nella marcia 35 km, preceduta sul podio dalla greca Antigónī Ntrismpiōtī.

## Palmarès
| Anno | Manifestazione          | Sede           | Evento         | Risultato | Prestazione | Note |
| ---- | ----------------------- | -------------- | -------------- | --------- | ----------- | ---- |
| 2007 | Europei juniores        | Hengelo        | Marcia 10000 m | 11ª       | 50'10"      |      |
| 2008 | Mondiali juniores       | Bydgoszcz      | Marcia 10000 m | 21ª       | 48'53"      |      |
| 2009 | Europei U23             | Kaunas         | Marcia 20 km   | 8ª        | 1h38'00"    |      |
| 2011 | Europei U23             | Ostrava        | Marcia 20 km   | 13ª       | 1h45'46"    |      |
| 2013 | Giochi del Mediterraneo | Mersin         | Marcia 20 km   | Argento   | 1h41'08"    |      |
| 2014 | Europei                 | Zurigo         | Marcia 20 km   | 10ª       | 1h30'03"    |      |
| 2015 | Mondiali                | Pechino        | Marcia 20 km   | 14ª       | 1h32'00"    |      |
| 2016 | Giochi olimpici         | Rio de Janeiro | Marcia 20 km   | 20ª       | 1h33'03"    |      |
| 2018 | Europei                 | Berlino        | Marcia 20 km   | 12ª       | 1h31'48     |      |
| 2019 | Mondiali                | Doha           | Marcia 20 km   | 15ª       | 1h38'02"    |      |
| 2021 | Giochi olimpici         | Tokyo          | Marcia 20 km   | 14ª       | 1h31'57"    |      |
| 2022 | Mondiali                | Eugene         | Marcia 35 km   | 5ª        | 2h42'27"    |      |
| 2022 | Europei                 | Monaco         | Marcia 35 km   | Argento   | 2h49'10"    |      |
| 2023 | Mondiali                | Budapest       | Marcia 35 km   | 13ª       | 2h51'53"    |      |
| 2024 | Europei                 | Roma           | Marcia 20 km   | 9ª        | 1h30'05"    |      |